# Lampides caeruleamarginata
Lampides caeruleamarginata är en fjärilsart som beskrevs av Tutt 1907. Lampides caeruleamarginata ingår i släktet Lampides och familjen juvelvingar. Inga underarter finns listade i Catalogue of Life.